# Ifis (hijo de Aléctor)
En la mitología griega Ifis (Ἶφις) era el hijo de Aléctor, que fue uno de los reyes de Argos. Polinices le aconsejó sobre cómo convencer a Anfiarao para participar en la expedición de los siete contra Tebas. Le aconsejó entregar a Erífile el collar de Harmonía, la esposa de Anfiarao. Fue padre de Etéoclo y Evadne, mujer de Capaneo. Dejó el reino a su nieto Esténelo, el hijo de su yerno Capaneo.
Otros dicen que hija de Ifis fue Clímene, la esposa de Fílaco y madre de Íficlo por éste y de Faetonte por Helio. O bien su hija Laódice fue la madre de Capaneo en su unión con Hipónoo.